# Гладков Геннадій Ігорович
Геннадій Ігорович Гладков (рос. Геннадий Игоревич Гладков; 1935—2023) — радянський і російський композитор, автор музики до популярних кіно- і телефільмів, мультфільмів і мюзиклів. Народний артист Російської Федерації (2002).

## Життєпис
Народився в сім'ї музикантів: дід акомпанував на саратовській гармошці Лідії Руслановій. Батько — Ігор Іванович Гладков — акордеоніст, баяніст, соліст оркестру Олександра Цфасмана.
Вчитися музиці став рано. Вступив в ЦМШ. Закінчив хімічний політехнікум, після нього пропрацював рік начальником зміни на заводі, але вирішив повернутись до музики. В 1959 закінчив теоретичне відділення Музичного училища при Московській консерваторії, де займався твором музики під керівництвом Григорія Фріда. В 1964 закінчив Московську консерваторію (клас композиції Володимира Фере), в 1966 — аспірантуру.
Під час навчання і до 1971 року займався викладацькою діяльністю: c 1963 — викладач Московського хорового училища, c 1966 — викладав оркестровку в Музично-педагогічному інституті імені Гнесіних.
Ще будучи студентом, написав музику до вистави «Друг дитинства» (1961) московського театру «Современник» за п'єсою Михайла Львівського. В цей же час почав писати музику для науково-популярного кіно, зокрема для фільму «Таємниці минулого» («Центрнаучфільм», 1962).
Своїм приходом в кінематограф Геннадій Гладков, за його власними словами, багато в чому зобов'язаний другу дитинства — Василю Ліванову. Саме він запросив Гладкова до роботи над його першою мультиплікаційною стрічкою «Самий, самий, самий, самий» (1966). Ще раніше Гладков дебютував як театральний композитор у дипломній режисерській роботі Ліванова в Щукінському училищі — спектаклі по «Трьом товстунам» Юрія Олеші.

## Суспільна позиція
Був активним прихильником вторгнення Росії в Україну. Позначив свою позицію в інтерв'ю тижневику «Собеседник»: «Так, треба щось писати, щоб допомогти нашим військовим, хто ризикує своїм життям далеко від Батьківщини, захищаючи одноплемінників. Вже написав два марші для них. Мій батько виступав у складі фронтових бригад перед солдатами у Велику Вітчизняну. І я сьогодні виступив би перед хлопцями на СВО. Покличуть — поїду, для мене буде честь. Сил немає терпіти цих паразитів, бандерівців!».

## Фільмографія

### Художні фільми
- 1954 — Веселі зірки (камео, в титрах не вказаний)
- 1970 — Сміхонічні пригоди Тарапуньки і Штепселя (композитор)
- 1970 — Назад дороги немає (композитор)
- 1970 — Крок з даху (композитор)
- 1971 — Джентльмени удачі (композитор)
- 1971 — Пропажа свідка (композитор)
- 1972 — Увімкніть північне сяйво (композитор)
- 1972 — Нічний мотоцикліст (композитор)
- 1972 — Стоянка поїзда — дві хвилини (композитор)
- 1972 — Крапка, крапка, кома… (композитор)
- 1973 — Безстрашний отаман (композитор)
- 1973 — Товариш бригада (композитор)
- 1974 — Прокинься і співай! використовується музика)
- 1974 — Люди і манекени (композитор)
- 1974 — Сергєєв шукає Сергєєва (композитор)
- 1975 — Новорічні пригоди Маші і Віті (композитор)
- 1975 — Ау-у! (композитор)
- 1976 — Від і до (композитор)
- 1976 — Ти — мені, я — тобі (композитор)
- 1976 — Пісні над хмарами (композитор)
- 1976 — 12 стільців (композитор)
- 1977 — Собака на сіні (композитор, музика пісень)
- 1978 — Голубка (композитор)
- 1978 — Звичайне диво (композитор)
- 1978 — Поки божеволіє мрія (композитор)
- 1979 — Жив-був настроювач (композитор)
- 1979 — Сватання гусара (композитор)
- 1980 — Благочестива Марта (композитор)
- 1980 — Дульсінея Тобоська (композитор)
- 1980 — Таємничий старий (композитор)
- 1981 — Вакансія (композитор)
- 1982 — Бережіть чоловіків! (композитор)
- 1982 — Не хочу бути дорослим (композитор)
- 1983 — Будинок, який побудував Свіфт (композитор)
- 1984 — Дуже важлива персона (композитор)
- 1984 — Формула кохання (композитор, актор, текст пісні, вокал)
- 1985 — Гум-Гам (композитор)
- 1985 — Після дощику в четвер (композитор)
- 1987 — Забави молодих (композитор)
- 1987 — Людина з бульвару Капуцинів (композитор)
- 1988 — Убити дракона (композитор)
- 1989 — Дві стріли. Детектив кам'яного століття (композитор)
- 1989 — До першої крові (композитор)
- 1989 — Дон Сезар де Базан (композитор, вокал)
- 1989 — Князь Удача Андрійович (композитор)
- 1990 — Одного вечора (використовується музика)
- 1991 — Розлучимося — поки хороші (композитор)
- 1991 — Божевільні (музика пісень, композитор)
- 1992 — Тартюф (композитор)
- 1993 — Сніданок з видом на Ельбрус (композитор)
- 1994 — Полювання (композитор)
- 1997 — Дон Кіхот повертається (композитор, вокал)
- 1998 — На жвавому місці (композитор)
- 2000 — Бременські музиканти & Co (використовується музика, композитор)
- 2003 — Кармен
- 2014 — Таємниця чотирьох принцес
- 2019 — Мідний вершник Росії (композитор)

### Мультфільми
- 1966 — Самий, самий, самий, самий
- 1967 — Четверо з одного двору
- 1968 — Малюк і Карлсон
- 1969 — Бременські музики (композитор, вокал)
- 1970 — Карлсон повернувся
- 1970 — Синій птах
- 1972 — Край, у якому ти живеш
- 1972 — Фаетон – син сонця
- 1973 — Слідами бременських музикантів (композитор, вокал)
- 1973 — Вмільці (Фитиль № 128)
- 1974 — Як левеня і черепаха співали пісню
- 1974 — Пташиний ринок
- 1975 — Поїзд пам'яті
- 1976 — Блакитне щеня
- 1977 — Ми малюємо жовтень
- 1977 — Остання пелюстка
- 1978 — 38 папуг: А раптом вийде!
- 1978 — Метаморфоза
- 1978 — Пограбування по…
- 1979 — 38 папуг: Зарядка для хвоста
- 1979 — 38 папуг: Завтра буде завтра
- 1979 — Дуже синя борода
- 1979 — Перемінка № 2
- 1980 — Розлучені
- 1981 — Ніби
- 1982 — Каша з сокири
- 1982 — Маленький Рижик. Фільм перший
- 1982 — Перетворення
- 1983 — Як старий квочкою був
- 1983 — Маленький Рижик. Фільм другий
- 1985 — Слоненя захворіло
- 1987 — Поки що я не повернуся…
- 1987 — Щасливий Григорій
- 1987 — Три жабки
- 1989 — Клітина
- 1989 — Притча про артиста. Ліцедій
- 1990 — Від дощу до дощу
- 1992 — Куплю привид
- 1992 — Шекспір: Великі комедії та трагедії. «Макбет»
- 1995 — Країна сліпих
- 2000 — Нові Бременські (композитор, вокал)
- 2002 — Про рибалку та рибку
- 2005 — Історія кохання однієї жаби
- 2006 — Кролик з капустяного городу